# 冠眶燈魚
冠眶灯鱼（学名：Diaphus diadematus）为輻鰭魚綱燈籠魚目灯笼鱼科的其中一種，分布於全球三大洋海域，屬深海魚類，棲息深度可達350公尺，體長可達4.2公分。

## 扩展阅读
維基物種上的相關：冠眶灯鱼